# Pier Francesco Foggini
Pour les articles homonymes, voir Foggini.
Pier Francesco Foggini, dit aussi Pietro Francesco Foggini (2 avril 1713, Florence - 31 mai 1783, Rome), est un, était un écrivain italien du XVIIIe siècle, archéologue, antiquaire, et bibliothécaire du Vatican. Pietro Francesco Foggini jouit de la faveur des papes Benoît XIV et Pie VI, et publia un grand nombre de savants ouvrages, les uns sur la théologie, les autres sur les antiquités et la littérature. On lui doit la publication du fac-similé du fameux manuscrit de Virgile conservé à Florence dans la bibliothèque des Médicis, le Mediceus Laurentianus, qui parut à Florence en 1741, in-4. Il est aussi l'auteur d'un important travail archéologique sur le forum de Préneste, où il mit au jour le calendrier romain de Marcus Verrius Flaccus, dit le Fasti Prænestini, publié en 1779.

## Biographie

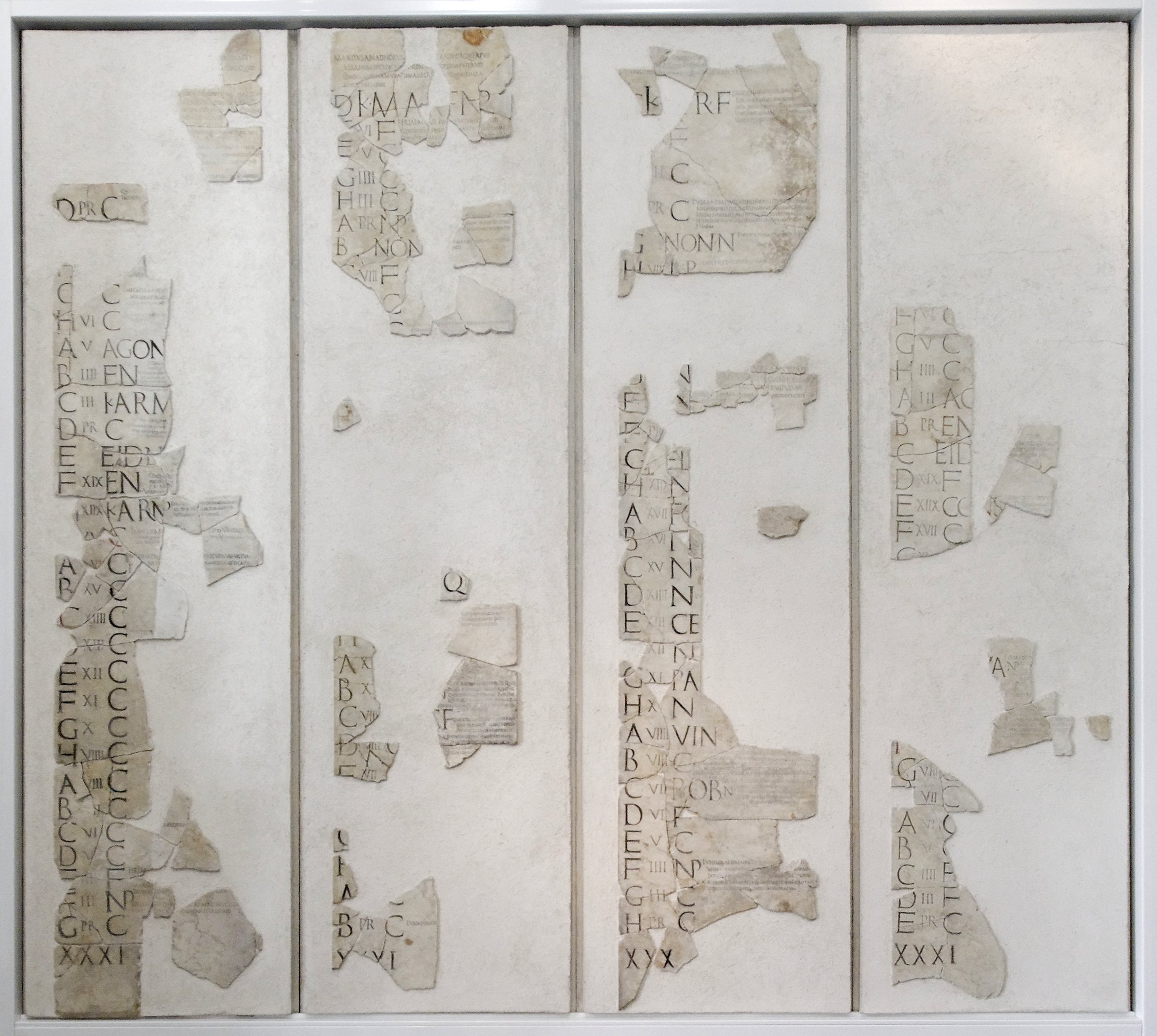
Le Fasti Praenestini (Musée national romain)

Pier Francesco Foggini naquit à Florence en 1713. Son père, sculpteur et architecte habile attaché à la cour, donna à son fils le goût des arts. Cependant le jeune homme, s’étant décidé pour l’état ecclésiastique, fut placé au séminaire de Florence, où on lui confia le soin de la bibliothèque ; ce qui développa en lui l’amour de la lecture. Il étudia à Pise sous le célèbre Grandi, et y prit le bonnet de docteur en théologie. Le collège des théologiens de Florence l’admit dans son sein en 1737. L’année suivante, il publia des Thèses historiques et polémiques contre les quatre articles du clergé de France de 1682 ; en 1740, une dissertation sous ce titre : De primis Florentinorum apostolis exercitatio singularis, in-4° ; en 1741 : De romano D. Petri itinere et episcopatu, ejusque antiquissimis imaginibus, in-4°, contre ceux qui prétendent que Saint-Pierre n’alla jamais à Rome et qu’il n’en fut point évêque; en 1742 : La vera istoria di S. Romulo, vescovo e protettore di Fiesole, in-4°, où il réfute peut-être avec trop d’aigreur quelques écrits du P. Fedele Soldani, auteur de l’Histoire du monastère de Passignano. Mais ce qui le fit connaître plus particulièrement à cette  époque, ce fut la publication du fameux manuscrit de Virgile, conservé dans la bibliothèque des Médicis : P. Virgilii Maronis codex antiquissimus a Rufio Turcio Aproniano distinctus et emendatus, Florence, 1741, in-4°. Cette édition, exécutée en lettres onciales à l’instar du manuscrit, lui ouvrit l’entrée de l’Académie florentine, de celle des Apathistes, de l’Académie ecclésiastique de Lucques, des Erranti de Fermo, des Étrusques à Cortone, des Arcadiens à Rome, etc. La chaire d’histoire ecclésiastique à l’Université de Pise étant devenue vacante, il fut question de la lui donner; mais dans le même temps le prélat Bottari, son concitoyen, qui était attaché à la Bibliothèque apostolique vaticane, l’invita à venir se fixer à Rome, où son goût pour l’étude et l’érudition trouverait plus aisément à se satisfaire. Foggini s’y rendit en effet, et Benoît XIV lui donna une place dans l’Académie d’histoire pontificale qu’il avait établie. Mais au lieu de travailler à l’histoire des papes, comme ce titre semblait l’y engager, il s’attacha à l’examen des manuscrits du Vatican. Le premier fruit de ses travaux en ce genre fut la publication d’une ancienne traduction latine du livre de Saint-Épiphane, adressé à Diodore, sous ce titre : Des douze pierres précieuses du rational du grand prêtre des Hébreux ; elle parut en 1743, avec une préface et des notes de l’éditeur. Le cardinal Neri Maria Corsini, neveu de Clément XII, le nomma à un bénéfice dans la Basilique Saint-Jean-de-Latran et le fit son théologien. Après quatre ans de séjour à Rome, Benoît XIV l’associa à Bottari, dans la place que celui-ci occupait à la Bibliothèque Vaticane. Ces deux amis vivaient et travaillaient ensemble : une conformité de goûts les avait unis. Tous deux avaient sur quelques points une manière de voir particulière ; on croit que ce furent eux qui traduisirent ou qui firent traduire en italien l’Instruction pastorale de Fitz-James contre Berruyer, l’Exposition de Mésenguy et d’autres écrits du même genre. En 1750, Foggini donna des Instructions et des Prières à- l’occasion du Jubilé, et publia une ancienne version latine du commentaire de Saint-Épiphane de Salamine sur le Cantique des Cantiques. En 1752 parut en latin son Accord admirable des Pères de l’Église sur le petit nombre des adultes qui doivent être sauvés. Cet écrit est dirigé contre l’archevê- que de Fermo, Borgia, qui avait avancé une doctrine contraire. Lequeux en a donné une édition latine à Paris en 1759 et une traduction française en 1760. En 1753, Foggini revit ou composa une collection d’opuscules contre les danses et les spectacles ; quatre de ces écrits sont de Saint-Charles Borromée, de Saint-François de Sales et de Saint-Philippe Néri. Une collection plus volumineuse est celle que le même éditeur commença à donner, en 1754, des écrits des Pères de l'Église sur les matières de la Grâce. Les deux premiers volumes, publiés cette année-là, renferment des traités de Saint-Augustin, que Lequeux a aussi traduits ; le troisième, des ouvrages de Saint-Prosper, traduits par le même ; puis ceux de Saint-Fulgence, de Saint-Rémi de Lyon, de Saint-Prudence de Troyes : il y a en tout huit volumes. Les autres productions de Foggini que nous citerons sont : le Traité sur le clergé de St-Jean de Latran, 1748 ; l’Appendix à l’Histoire byzantine, 1777 ; Verrii Flacci fastorum anni Romani reliquiæ, et operum fragmenta omnia, Rome, 1779, in-fol. Ces fragments authentiques du calendrier des Romains sont tirés, en grande partie, d’anciennes inscriptions découvertes à Palestrina. Il fut aidé dans ce dernier travail par son neveu Niccolò Foggini. On a encore de lui plusieurs dissertations sur des sujets d’érudition et d’antiquités. Il eut part à la confiance du cardinal Andrea Corsini, de même qu’il avait eu celle de son grand-oncle ; et comme ce cardinal fut un des cinq nommés par Clément XIV pour les affaires des jésuites, Foggini eut quelque influence sur le sort de ces religieux. On assure qu’en satisfaisant son peu d’inclination pour leur Société, il eut des égards pour ses membres ; il fut chargé spécialement de la surveillance du Collège anglais de Rome, de l’inspection du séminaire de Sabine et de celle du Collège Bandinelli. Pie VI le fit depuis son camérier secret et préfet de la Bibliothèque Vaticane, à la mort d’Étienne-Évode Assemani, archevêque d’Apamée : seulement, vu son âge, il lui accorda le titre d’émérite, avec les émoluments de la place. Une ophthalmie opiniâtre vint priver Foggini du plaisir de l’étude ; il supportait cette privation avec patience, lorsqu’il fut frappé d’apoplexie le 31 mai 1783, et mourut le même jour, à l’âge de 70 ans.

## Œuvres
- Fastorum anni romani a Verrio Flacco ordinatorum reliquiae, Rome, 1779.